# Affine (entreprise)
Pour les articles homonymes, voir Affine.
Affine RE était une société française spécialisée dans l'immobilier d'entreprise. 

## Historique
Elle a été créée en 1990[réf. souhaitée].
Elle possède diverses filiales dans différents métiers de l'immobilier : foncière de valorisation (Banimmo), foncière spécialisée dans l'immobilier d'entreprise parisien (AffiParis), développement immobilier (Promaffine) et immobilier commercial[réf. souhaitée].
Elle cède en 2010 son centre d'affaires, BFI, au groupe Regus, et fin 2014 sa filiale en ingénierie logistique, Concerto, au groupe Kaufman & Broad.
Elle était cotée à la bourse de Paris et membre de l'indice CAC Small 90 jusqu'à sa fusion en décembre 2018[réf. souhaitée]. Cette même année est annoncée la fusion avec la société Tour Eiffel,,. La fusion/absorption de décembre 2018 a entrainé la dissolution sans liquidation de la société Affine RE.